# Liker od višnje
Likeri od višnje su jaka alkoholna pića za koja je karakterističan veliki sadržaj šećera koji daje poseban ukus i miris. Usled velikog sadržaja šećera u koncentraciji koja je mala ili više sirupasta. 

## Karakteristike višnje
Višnja je voće svetle ili tamnocrvene boje, slatkog ili kiselkastog ukusa. Spada u rano voće, koje se manje jede u svežem stanju, a više se industrijski prerađuje (sokovi, džemovi, rakija, likeri, vino, nadevi za konditorske proizvode, kompot itd.). Najviše se gaje one sorte koje sadrže više šećera, kiselina i naročito bojenih materija.
Sastav višnje: 
mezokarp 87-91%, 
koštica (endokarp) 7-10%, 
sok čini 65-85% ukupnog ploda.

### Sorte višnje
- Domaća višnja (Cerasus vulgaris)
- Hajmanova konzerva (Hiemanns konoserven)
- Keleris 14 (Kelleris 14)
- Keleris 16 (Korosi meggy)
- Lotova (Schattenmorello)
- Maraska (Cerasus Maraska)
- Majurka (Petrovaradinka)
- Meteor (Metteor)
- Osthajmska (Ostheimer wesichel)
- Ričmorenis (Richmorencu)
- Reksele (Rexelle)
- Španska (Spanische glakirsche)
- Marela (C. Avium x c. Vulgaris): 1. Kraljevska marela, 2. Kraljica hortenzija[2]

## Istorijat
Likeri su posebna grupa jakih alkoholnih pića koju karakterišu zajedničke osobine da su proizvedeni na bazi alkohola i šećernog sirupa.
Prvi likeri počeli su se proizvoditi u srednjem veku. S otkrićem Amerike i novih puteva do Indije i Kine u Europu su stizali dotad nepoznati začini i razne biljke. U 19. Veku liker se počeo piti iz užitka a ne samo za zdravlje.
Liker je jako alkoholno piće:
1. Sadrži najmanju količinu šećera, izraženu kao invertni šećer: - 70 grama na litru za liker od trešanja/višanja kod kojeg etilni alkohol proizlazi isključivo od rakije od trešanja/višanja
- 80 grama na litru za liker od encijana ili slične likere pripremljene s encijanom ili sličnim biljkama kao jedinom aromatičnom tvari.
- 100 grama na litru u svim drugim slučajevima.

2. Aromatiziranjem etilnog alkohola poljoprivrednog podrijetla ili destilata poljoprivrednog podrijetla ili jednog ili više jakih alkoholnih pića ili njihovih mešavina te zaslađeno, s dodatkom proizvoda poljoprivrednog podrijetla ili prehrambenih proizvoda poput vrhnja, mlijeka ili drugih mlečnih proizvoda, voća, vina ili aromatiziranog vina sukladno Zakonu o vinu (96/03)
Alkoholna jakost likera se stavlja na tržište kao gotov proizvod je najmanje 15% vol. 41. 
Neki od najpoznatijih likera ima izrazito crvenu boju, a dobija se od različitog lekovitog bilja i začina, između ostalog. cimeta, klinčića, vanile, muškatnog oraščića i kardamoma.

## Liker od višnje
Višnja nas svojim grimiznim sočnim plodovima raduje od davnih vremena. Ona potiče iz severnih krajeva Indije i Irana i obožavana je još od antičkog doba. Liker od višanja je piće koje se pije tradicionalno I priprema. Poznato je pod nazivom liker od višnje ili višnjevača. Kako se pravi u domaćinstvu, recept je nama dostupan I prenosi se sa kolena na koleno. Liker od višnje se pije sam, a cesto se mesa sa ostalim pićima I tako nastaju razni kokteli. Kao komercijalno kupovni, uglavnom nije tako dobar, kao domaci liker od višnje, koji vrlo lako možemo sami da napravimo.

### Osnovna sirovina za proizvodnju likera
1. Macerat od višnje (oprane, očišćene, probrane višnje se preliju sa 20% etil alkoholom potrebne količine. Nakon 5-7 dana profiltrira se i filtar se koristi kao macerat u proizvodnji likera od višnje)
2. 96% etil alkohol
3. Šećerni sirup (pravi se na dva načina) Hladni postupak i topli postupak.
4. Destilovana voda (dobija se destilacijom obične vode i ona u proizvodnji likera služi da razblaži 96% etil alkohol)

##### Domaći liker od višnje
1. Višnje operite i skinite peteljke.
2. Na dno veće tegle stavite red višanja, pa preko njih pospite šećer u debljem sloju. Preko sloja šećera ponovno složite red višanja, pa red šećera. Ponavljajte postupak sve dok tegla ne bude napunjena skoro do vrha.
3. Teglu s višnjama stavite na sunce i poklopite tanjirićem (nikako poklopcem). Kad se šećer potpuno otopi, teglu do vrha napunite rakijom, lagano promešajte i zatvorite poklopcem.
4. Liker ostavite u špajz da odstoji barem mesec dana, pa ga tek onda prespite u flašu.[4]

| HEMIJSKI SASTAV            | ()         |
| -------------------------- | ---------- |
| Suva materija              | 12-22      |
| Ukupne kiseline (limunska) | 0,9 - 1,80 |
| Invertni šećer             | 8 - 12     |
| Saharoza                   | 0,1 - 0,4  |
| Pektinske materije         | 0,15 - 0,4 |
| Azotne materije            | 0,5 - 1,2  |
| Mineralne materije         | 0,35 - 0,6 |

## Posebne odredbe vezane za opisivanje, prezentiranje i označavanje jakih alkoholnih pića
Prilikom označavanja jakih alkoholnih pića razdoblje dozrijevanja i starenja može se navesti samo kada se ono odnosi na najmlađi alkoholni sastojak i pod uvjetom da je jako alkoholno piće dozrijevalo pod nadzorom nadležnog tijela. 
Kada se kod opisivanje, prezentiranje, ili označavanja jakog alkoholog pića navodi sirovina upotrebljena za proizvodnju etilnog alkoholnog poljoprivrednog podrijetla, svaki pojedini upotrijebljeni alkohol poljoprivrednog podrijetla treba biti naveden padajućim redoslijedom upotrijebljenih količina. Ako je jako alkoholno piće bilo podvrgnuto kupažiranju, naziv pod kojim se ono stavlja na tržište može se dopuniti pojmom »kupaža«(»blend«), »kupažiranje» (»blending«) ili »kupažirano« (»blended«) sukladno Pravilniku.

## Organoleptička ocena likera od višnje
Organoleptičkom analizom utvrđeno je da miris, ukus, boja i bistrina zadovoljavaju kvalitet likera od višnje. Mišljenje degustatora ukazuje da je dobijen liker harmoničnog ukusa, mirisa i zadovoljava sve kvalitete likera od višnje.

## Spoljašnje veze
- Liker od višanja
- Recept za domaći liker od višanja